# Evenus satyroides
Espèce
Evenus satyroides est une espèce de lépidoptères (papillons) de la famille des Lycaenidae et de la sous-famille des Theclinae.

## Dénomination
Evenus satyroides a été décrit par William Chapman Hewitson en 1865, sous le nom initial de Thecla satyroides.
Synonymes: Thecla arachne Goodson, 1945; Thecla aganippe Goodson, 1945; Macusia satyroides, Brown & Mielke, 1967.

### Noms vernaculaires
Evenus satyroides se nomme Satyr Hairstreak  Hairstreak en anglais.

## Description
Evenus satyroides est un petit papillon aux antennes et aux pattes annelées de blanc, avec deux fines et longues queues à chaque aile postérieure.
Le dessus du mâle est bleu bordé de noir.
Le revers est bleuté orné de lignes marron marginale, postmarginale et postdiscale avec aux ailes postérieures une bande marginale de chevrons  marron et deux ocelles jaune pupillés de noir, un entre les deux queues et un en position anale.

## Écologie et distribution
Evenus satyroides est présent au Brésil et en Guyane.

### Protection
Pas de statut de protection particulier.